# NGC 2809
NGC 2809 is een lensvormig sterrenstelsel in het sterrenbeeld Kreeft. Het hemelobject werd op 24 februari 1827 ontdekt door de Britse astronoom John Herschel.

## Synoniemen
- UGC 4910
- MCG 3-24-33
- ZWG 91.54
- PGC 26220